# مشفى تشرين العسكري
مشفى تشرين العسكري؛ هو إحدى المشافي العسكرية في سوريا. يتبع لوزارة الدفاع. يقع في محافظة دمشق في منطقة برزة. يقدم خدمات طبية للمدنيين والعسكريين، [إلا إنها مصممة على أراضي مسروقة من أهالي "برزة"
وكانت أيضًا مقرًا لتعذيب وقتل وإصدار شهادات وفاة وهمي بعضها للمعتقلين في سجون الأسد فكانت مصدراً للأجرام والبشاعة حيث تحوي طوابق تحت الارض كلها مصممة للتعذيب وسرقة الأعضاء].

يدير المشفى الدكتور مفيد درويش

## خدمات المشفى
يتألف بناء المشفى من 10 طوابق، وتلحق بالمشفى مجموعة من المباني الملحقة.
يتضمن المشفى عدداً من شعب الإقامة يصل عددها إلى 39 شعبة، وكوادر طبية وتمريضية على مستوى عال من الكفاءة والتدريب. ويقدم العديد من الخدمات التخصصية منها:
طفل الأنبوب - عمليات القلب المفتوح - عمليات القلب الصناعي - القثطرة القلبية - زرع النقي - عمليات العمود الفقري.
كما تتوفر في المشفى أحدث التجهيزات الطبية للتشخيص والعلاج ومنها: جهاز المرنان - جهاز القثطرة القلبية - جهاز الطبقي المحوري - أجهزة الأشعة - أجهزة الإيكو بأنواعها - أجهزة غسيل الكلية - أجهزة التفتيت - أجهزة مخبرية لمعظم أنواع التحليل الطبية.

## التأسيس
تم وضع حجر الأساس لمشروع مشفى تشرين العسكري في الثامن من آذار عام 1975م. وبدأ العمل جدياً في هذا المشروع في أيار عام 1976م. تم افتتاح المشفى في السادس من تشرين عام 1982م.